# Ivan Provorov
Ivan Vladimirovitj Provorov, ryska: Иван Владимирович Проворов, född 13 januari 1997, är en rysk professionell ishockeyback som spelar för Philadelphia Flyers i National Hockey League (NHL). Han har tidigare spelat för Brandon Wheat Kings i Western Hockey League (WHL) och Cedar Rapids Roughriders i United States Hockey League (USHL).
Provorov draftades av Philadelphia Flyers i första rundan i 2015 års draft som sjunde spelare totalt.

## Statistik
| 2011–2012  | Wilkes-Barre Knights          | AYHL       | 27  | 28 | 33  | 61  | 39  | —  | — | —  | —  | —  |
| 2012–2013  | Wilkes-Barre/Scranton Knights | AYHL       | 24  | 14 | 22  | 36  | 47  | —  | — | —  | —  | —  |
| 2013–2014  | Cedar Rapids Roughriders      | USHL       | 56  | 6  | 13  | 19  | 32  | —  | — | —  | —  | —  |
| 2014–2015  | Brandon Wheat Kings           | WHL        | 60  | 15 | 46  | 61  | 42  | 19 | 2 | 11 | 13 | 10 |
| 2015–2016  | Brandon Wheat Kings           | WHL        | 62  | 21 | 52  | 73  | 16  | 21 | 3 | 10 | 13 | 14 |
| 2016–2017  | Philadelphia Flyers           | NHL        | 82  | 6  | 24  | 30  | 34  | —  | — | —  | —  | —  |
| 2017–2018  | Philadelphia Flyers           | NHL        | 82  | 17 | 24  | 41  | 20  | 6  | 0 | 3  | 3  | 0  |
| 2018–2019  | Philadelphia Flyers           | NHL        | 82  | 7  | 19  | 26  | 32  | —  | — | —  | —  | —  |
| 2019–2020  | Philadelphia Flyers           | NHL        | 69  | 13 | 23  | 36  | 24  | 16 | 3 | 5  | 8  | 4  |
| 2020–2021  | Philadelphia Flyers           | NHL        | 56  | 7  | 19  | 26  | 28  | —  | — | —  | —  | —  |
| 2021–2022  | Philadelphia Flyers           | NHL        | 79  | 9  | 22  | 31  | 34  | —  | — | —  | —  | —  |
| 2022–2023  | Philadelphia Flyers           | NHL        | 82  | 6  | 21  | 27  | 24  | —  | — | —  | —  | —  |
| NHL totalt | NHL totalt                    | NHL totalt | 532 | 65 | 152 | 217 | 196 | 22 | 3 | 8  | 11 | 4  |
| WHL totalt | WHL totalt                    | WHL totalt | 122 | 36 | 98  | 134 | 58  | 40 | 5 | 21 | 26 | 24 |

### Internationellt
| Källa: Uppdaterad: 2021-06-05 | Källa: Uppdaterad: 2021-06-05 | Källa: Uppdaterad: 2021-06-05 |         | Utv = Utvisningsminuter | Utv = Utvisningsminuter | Utv = Utvisningsminuter | Utv = Utvisningsminuter | Utv = Utvisningsminuter |
| År                            | Lag                           | Mästerskap                    | Matcher | Mål                     | Assists                 | Poäng                   | Utv                     |                         |
| ----------------------------- | ----------------------------- | ----------------------------- | ------- | ----------------------- | ----------------------- | ----------------------- | ----------------------- | ----------------------- |
| 2014                          | Ryssland                      | U18                           | 5       | 0                       | 0                       | 0                       | 0                       |                         |
| 2015                          | Ryssland                      | JVM                           | 7       | 0                       | 1                       | 1                       | 0                       |                         |
| 2016                          | Ryssland                      | JVM                           | 7       | 0                       | 8                       | 8                       | 2                       |                         |
| 2017                          | Ryssland                      | VM                            | 10      | 0                       | 3                       | 3                       | 6                       |                         |
| 2021                          | ROC (Ryssland)                | VM                            | 8       | 0                       | 2                       | 2                       | 0                       |                         |
| Junior totalt                 | Junior totalt                 | Junior totalt                 | 19      | 0                       | 9                       | 9                       | 2                       |                         |
| Senior totalt                 | Senior totalt                 | Senior totalt                 | 18      | 0                       | 5                       | 5                       | 6                       |                         |